# Заврш'є (Брестоваць)
45°19′ пн. ш. 17°38′ сх. д. / 45.32° пн. ш. 17.63° сх. д.
Заврш'є (хорв. Završje) — населений пункт у Хорватії, у Пожезько-Славонській жупанії у складі громади Брестоваць.

## Населення
Населення за даними перепису 2011 року становило 323 осіб.
Динаміка чисельності населення поселення:

## Клімат
Середня річна температура становить 10,82 °C, середня максимальна – 24,84 °C, а середня мінімальна – -5,67 °C. Середня річна кількість опадів – 855 мм.
| Клімат поселення                              | Клімат поселення | Клімат поселення | Клімат поселення | Клімат поселення | Клімат поселення | Клімат поселення | Клімат поселення | Клімат поселення | Клімат поселення | Клімат поселення | Клімат поселення | Клімат поселення | Клімат поселення |
| Показник                                      | Січ.             | Лют.             | Бер.             | Квіт.            | Трав.            | Черв.            | Лип.             | Серп.            | Вер.             | Жовт.            | Лист.            | Груд.            |                  |
| Середній максимум, °C                         | 5,99             | 7,81             | 12,18            | 16,61            | 21,72            | 24,84            | 24,62            | 24,00            | 19,94            | 14,82            | 9,21             | 5,16             |                  |
| Середня температура, °C                       | 0,18             | 2,00             | 6,35             | 10,78            | 15,89            | 19,01            | 20,94            | 20,30            | 16,25            | 11,13            | 5,51             | 1,48             |                  |
| Середній мінімум, °C                          | −5,67            | −3,83            | 0,54             | 4,96             | 10,07            | 13,18            | 17,24            | 16,61            | 12,56            | 7,42             | 1,82             | −2,22            |                  |
| Норма опадів, мм                              | 53               | 51               | 55               | 67               | 79               | 102              | 79               | 78               | 66               | 74               | 83               | 68               |                  |
| Середньомісячна швидкість вітру, м/с          | 1.94             | 2.19             | 2.47             | 2.40             | 2.17             | 1.97             | 1.94             | 1.78             | 1.80             | 1.87             | 1.94             | 2.00             |                  |
| Середньомісячна сонячна радіація, кДж/м²·день | 4380             | 7120             | 10908            | 15303            | 19274            | 21376            | 22218            | 20013            | 14880            | 9312             | 4945             | 3670             |                  |
| --------------------------------------------- | ---------------- | ---------------- | ---------------- | ---------------- | ---------------- | ---------------- | ---------------- | ---------------- | ---------------- | ---------------- | ---------------- | ---------------- | ---------------- |
| Джерело:                                      |                  |                  |                  |                  |                  |                  |                  |                  |                  |                  |                  |                  |                  |